# شورش در بونتی

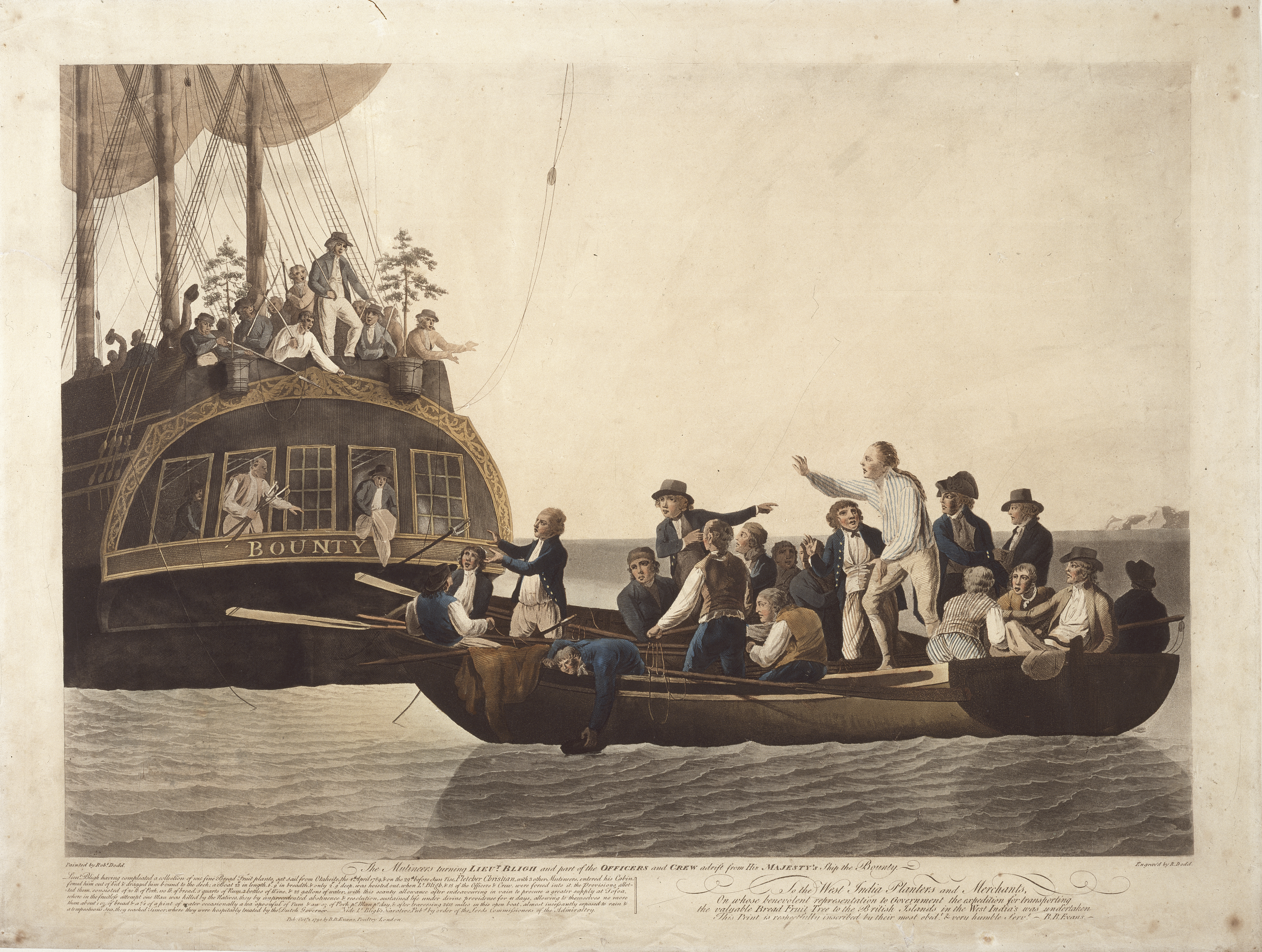
فلچر کریستیان و شورشیان، ویلیام بلای و ۱۸ نفر دیگر را بر روی قایق در دریا رها می‌کنند. نقاشی اثر رابرت داد، ۱۷۹۰.

شورش در بونتی یک سرکشی در کشتی اچ‌ام‌اس بونتی نیروی دریایی پادشاهی بریتانیا بود که در تاریخ ۲۸ آوریل ۱۷۸۹ در اقیانوس آرام جنوبی رخ داد. در نتیجهٔ این شورش، ملوانان ناراضی به سردستگی ستوان فلچر کریستیان کنترل کشتی را از دست ناخدایشان ستوان ویلیام بلای درآورده و بلای و ۱۸ نفر از وفاداران به او را بر روی یک لنج روباز در دریا رها کردند. شورشیان بعداً در تاهیتی و جزیره پیت‌کرن ساکن شدند. بلای و همراهانش بعد از نزدیک به یک ماه و نیم سفر و طی ۳۵۰۰ مایل دریایی (۶۵۰۰ کیلومتر) بر روی لنج به کوپانگ در جزیره تیمور رسیدند.
بعد از بازگشت بلای به انگلستان، نیروی دریایی کشتی پاندورا را برای دستگیری شورشیان اعزام کرد. ۱۴ نفر از شورشیان در تاهیتی دستگیر شده و در کشتی پاندورا حبس شدند، اما تلاش برای یافتن کریستیان و گروهی از همراهانش در پیت‌کرن ناموفق بود. پاندورا در راه بازگشت به انگلستان در نزدیکی سد بزرگ مرجانی به صخره برخورد کرد و غرق شد. در این حادثه ۳۱ نفر از پرسنل کشتی و ۴ نفر از زندانیان بونتی نیز کشته شدند. ۱۰ زندانی باقی‌مانده نهایتاً در ژوئن ۱۷۹۲ به انگلستان رسیده و در دادگاه نظامی محاکمه شدند. از این گروه چهار نفر تبرئه، سه نفر عفو و سه نفر به دار آویخته شدند.
باقیمانده گروه کریستیان در سال ۱۸۰۸ در پیت‌کرن یافته شدند اما در آن زمان تنها یک نفر از این گروه به نام جان آدامز زنده مانده بود. مابقی این افراد اغلب توسط اعضای گروه یا بومیان محلی کشته شده بودند و دولت انگلستان اقدامی علیه آدامز انجام نداد. افرادی از نسل شورشیان هنوز در قرن ۲۱ در جزایر پیت‌کرن زندگی می‌کنند.